# 紀元前199年
紀元前199年（きげんぜん199ねん）は、ローマ暦の年である。ローマ建国紀元555年、ルキウス・コルネリウス・レントゥルスとプブリウス・ウィッリウス・タップルスの年。

## 他の紀年法
- 干支 : 壬寅
- 日本
  - 孝元天皇16年
  - 皇紀462年
- 中国
  - 前漢 : 高祖8年
- 朝鮮
  - 檀紀2135年
- 仏滅紀元 : 346年
- ユダヤ暦 : 3562年 - 3563年

## できごと

### ローマ
- コンスル（執政官）のタップルスが第二次マケドニア戦争を担当した[1]。
- プラエトル（法務官）のグナエウス・バエビウス・タンピルスがガリア人のインスブレス族に敗北した[2]。
- スキピオ・アフリカヌスがプブリウス・アエリウス・パエトゥスと共にケンソル（監察官）に選出され、プリンケプス・セナトゥス（元老院第一人者）に指名された[2]。
- 護民官プブリウス・ポルキウス・ラエカが、ポルキウス法を成立させたと考えられている[2]。プロウォカティオ（上訴）に関する法で、紀元前195年とする説もある[3]。
- ナルニアに移住者が追加された[4]。